# Капоне (Пезаро и Урбино)
Капоне (итал. Cappone) је насеље у Италији у округу Пезаро и Урбино, региону Марке.
Према процени из 2011. у насељу је живело 2488 становника. Насеље се налази на надморској висини од 75 м.